# 一緒にやろう2020
『一緒にやろう2020』（いっしょにやろうニーゼロニーゼロ）は、日本テレビ系列・テレビ朝日系列・TBS系列・テレビ東京系列・フジテレビ系列の民放5系列による2020年東京オリンピック共同企画。

## 概要
民放テレビ5系列114局が「史上最も美しい五輪へ」をテーマに、視聴者参加型の社会貢献企画や、局の垣根を越えた共通番組の放送によって東京オリンピックを盛り上げることを目的とする。

## 捨てたくなるゴミ箱選手権
「心も綺麗に、街も綺麗に」のスローガンのもと5系列の主要番組が捨てたくなるゴミ箱のアイデアを発信する。2019年10月22日から11月18日までエントリー作品をプロジェクト公式Twitterで発表し12月20日までTwitter上で投票を受け付け、12月31日に第1位作品としてキスマイ超BUSAIKU!?「キスマイ宮田俊哉の痛!!ゴミ箱」が発表された。参加番組と作品は以下の通り。
日本テレビ
- ZIP!：運勢がわかる!ゴミ箱「ごみくじ」
- スッキリ：生きているゴミ箱
- ヒルナンデス!：ペットボトル専用ゴミ箱
- 世界一受けたい授業：ジャーマンスープレックスゴミ箱
- ウチのガヤがすみません!：ワニワニぱっくんゴミ箱（カゲヤマ 考案）、ゴミで作ったゴミ箱（チョコレートプラネット長田庄平考案）、どうしても捨てたくなるゴミ箱（モンスターエンジン西森洋一考案）

テレビ朝日
- 羽鳥慎一モーニングショー：ゴミを捨てとーく
- TOKYO応援宣言：ゴミクラ
- アメトーーク!：ごみは入れないで持ち帰ろうゴミ箱

TBSテレビ
- 新・情報7DAYS ニュースキャスター：エコ姉弟の自動分別ごみ箱
- 炎の体育会TV：桐生に挑戦!5mダッシュゴミ箱
- 東京VICTORY：走高跳び世界記録ゴミ箱

テレビ東京
- 出川哲朗の充電させてもらえませんか?：デガワリアルガチリアクションゴミ箱
- THEカラオケ★バトル：大都会♪歌い出しの音程外したらダメ!ゴミ箱
- 追跡LIVE! Sports ウォッチャー：世界一美しい五輪へ!ペットボトルゴールキック
- モヤモヤさまぁ〜ず2：万人対応型モヤっとワンワンゴミ箱

フジテレビ
- 情報プレゼンター とくダネ!：キャリーポイポイ
- キスマイ超BUSAIKU!?：キスマイ宮田俊哉の痛!!ゴミ箱
- MATSUぼっち：捨てるだけで大スター!ゴミ箱

## 大発表スペシャル
東京オリンピック開幕半年前となる2020年1月24日、参加5系列全局にて特別番組『民放同時放送 一緒にやろう2020 大発表スペシャル』をフジテレビ本社屋上からフジテレビをキーステーションに全国114局生放送。お台場のオリンピックシンボル点灯式の中継やプロジェクト詳細・サザンオールスターズの桑田佳祐が担当する企画テーマソング発表を行った。
「史上初の民放同時放送」と謳っているが、過去（地上アナログ放送時代）には1956（1957）年から1988（1989）年に放送した民放版『ゆく年くる年』があり、この最終回から31年ぶりとなっている。但し『ゆく年くる年』は各局ごとの輪番製作であり、キー局が一同に集まる形式の番組は地上波では史上初となった。
スポンサーは全系列共通だったが、提供クレジット・提供読みのアナウンス・CMは各キー局で送り出していた。

### 出演者
司会
- 宮司愛海（フジテレビアナウンサー）
- 桝太一（当時日本テレビアナウンサー[注 2]）
- 弘中綾香（テレビ朝日アナウンサー）[注 2]
- 安住紳一郎（TBSアナウンサー）[注 2]
- 竹崎由佳（テレビ東京アナウンサー）

その他出演
- ミライトワ（2020年東京オリンピックマスコット）
- 山下泰裕・小池百合子・山本隆・鳥原光憲（お台場オリンピックシンボル点灯式）
- 桑田佳祐（サザンオールスターズ、VICTOR STUDIOから中継出演）

### ネット局
地上波民放全127局中、独立局13局（TOKYO MX、とちぎテレビ、群馬テレビ、テレ玉、チバテレ、tvk、ぎふチャン、三重テレビ放送、テレビ和歌山、奈良テレビ放送、びわ湖放送、KBS京都、サンテレビ）を除く5系列114局同時ネット。

### 視聴率
視聴率（関東地区・ビデオリサーチ調べ）は日本テレビが10.3％、テレビ朝日が5.7％、TBSが5.2％、テレビ東京が1.5％、フジテレビが6.5％だった。

## テーマソング
桑田の作詞作曲による「SMILE～晴れ渡る空のように～」を制作。2020年1月1日の全国紙（朝日新聞・読売新聞・産経新聞）朝刊の全面広告で歌詞を発表し、1月24日の『一緒にやろう2020 大発表スペシャル』にて特別映像とともに曲名と音源を解禁。史上初めて民放共通の五輪関連テーマソングとして使用することになった。

## メッセージムービー
参加各局を代表する番組の出演者らがメッセージを読みつなげ趣旨を説明する映像。2019年7月24日に第1弾映像、2020年1月24日の「一緒にやろう2020大発表スペシャル」にて第2弾映像が発表された。
第1弾
- 黒柳徹子「私には」 - 『徹子の部屋』（テレビ朝日）
- 春風亭昇太「難しいことでも」 - 『笑点』（日本テレビ）
- 井上貴博、国山ハセン、ホラン千秋「私たちには」 - 『Nスタ』（TBS）
- 出川哲朗「できる。」 - 『出川哲朗の充電させてもらえませんか?』（テレビ東京）
- フグ田サザエ（CV：加藤みどり）「誰かの悩みは、」 - 『サザエさん』（フジテレビ）
- 石原さとみ「誰かのアイデアが」 - 『Heaven〜ご苦楽レストラン〜』（TBS）
- 沢口靖子「解決してくれる。」 - 『科捜研の女』（テレビ朝日）
- さまぁ〜ず「誰かのアイデアは」 - 『モヤモヤさまぁ～ず２』（テレビ東京）
- 加藤綾子、木村拓也、風間晋「誰かの技術が」 - 『Live News it!』（フジテレビ）
- 騎士竜戦隊リュウソウジャー「実現してくれる。」 - 『騎士竜戦隊リュウソウジャー』（テレビ朝日）
- 今田耕司、福澤朗「そうやって」 - 『開運!なんでも鑑定団』（テレビ東京）
- 坂上忍「実現された」 - 『バイキング』（フジテレビ）
- サンドウィッチマン、Kis-My-Ft2「2020年の日本から、」 - 『10万円でできるかな』（テレビ朝日）
- 加藤浩次、水卜麻美、近藤春菜「世界は」 - 『スッキリ』（日本テレビ）
- 田中圭「きっと変わり始める」 - 『あなたの番です』（日本テレビ）
- ビビる大木、鷲見玲奈、中畑清「だろう。」 - 『追跡LIVE! Sports ウォッチャー』（テレビ東京）
- 大泉洋「一緒にやろう。」 - 『ノーサイドゲーム』（TBS）
- 今田耕司、蛍原徹、春日俊彰、勝俣州和、あき竹城、上田竜也「きっと、何かが大きく」 - 『炎の体育会TV』（TBS）
- 浜田雅功「動き出す。」 - 『ジャンクSPORTS』（フジテレビ）
- 羽鳥慎一「できることは、」 - 『羽鳥慎一モーニングショー』（テレビ朝日）
- 小泉孝太郎、松下由樹「色々ある。」 - 『警視庁ゼロ係〜生活安全課なんでも相談室〜』（テレビ東京）
- 有働由美子「例えば、」 - 『news zero』（日本テレビ）
- 恵俊彰「一緒に世界を」 - 『ひるおび!』（TBS）
- 田村淳、田中直樹「きれいにしてみよう」 - 『緊急SOS!池の水ぜんぶ抜く大作戦』（テレビ東京）
- ピカチュウ（CV：大谷育江）「ピカチュウ!」 - 『ポケットモンスター サン&ムーン』（テレビ東京）
- 黒木華「心も綺麗に、」 - 『凪のお暇』（TBS）
- 三宅正治、永島優美「街も綺麗に、」 - 『めざましテレビ』（フジテレビ）
- 劇団ひとり、おぎやはぎ「みんなが敬意を払いあう社会も、」 - 『ゴッドタン』（テレビ東京）
- 上野樹里「ゴミのないきれいな街も、」 - 『監察医 朝顔』（フジテレビ）
- 上田晋也、亀梨和也「一緒なら、夢じゃない。」 - 『Going!Sports&News』（日本テレビ）
- 小倉智昭「まずは、」 - 『とくダネ!』（フジテレビ）
- 桝太一、徳島えりか「テレビ局が」 - 『ZIP!』（日本テレビ）
- ブラックマヨネーズ、笹野高史、小泉孝太郎、NAOTO、木下優樹菜、ハリセンボン「一緒にやろう。」 - 『ニンゲン観察バラエティ モニタリング』（TBS）
- 富川悠太、徳永有美「その足し算の」 - 『報道ステーション』（テレビ朝日）
- 江戸川コナン（CV：高山みなみ）「答えは、」 - 『名探偵コナン』（ytv）
- 松岡修造「きっと無限大。」
- 藤井貴彦「一緒に。」 - 『news every.』（日本テレビ）
- 弘中綾香「一緒に。」
- 石井大裕「一緒に。」 - 『NEWS23』（TBS）
- 大江麻理子「一緒に。」 - 『ワールドビジネスサテライト』（テレビ東京）
- 宮司愛海「一緒に。」 - 『S-PARK』（フジテレビ）
- 全員「一緒にやろう2020」

第2弾「綱引き編」
- 所ジョージ「いよいよ2020年」 - 『所さんの学校では教えてくれないそこんトコロ!』（テレビ東京）
- 南原清隆、梅澤廉、滝菜月「東京オリンピック」 - 『ヒルナンデス!』（日本テレビ）
- 夏目三久、藤森祥平、加藤シルビア「この大会に参加するのは」 - 『あさチャン!』（TBS）
- ネプチューン「選手だけじゃない」 - 『ナニコレ珍百景』（テレビ朝日）
- 三宅正治、永島優美「私たちも支えよう」 - 『めざましテレビ』（フジテレビ）
- 井ノ原快彦「きれいな街で」 - 『出没!アド街ック天国』（テレビ東京）
- 清野菜名、横浜流星「きれいな心で」 - 『シロでもクロでもない世界で、パンダは笑う。』（ytv）
- 大下容子、小松靖「できることでいい」 - 『大下容子ワイド!スクランブル』（テレビ朝日）
- 坂上忍、指原莉乃「ちょっとした事でいい」 - 『坂上&指原のつぶれない店』（TBS）
- 城島茂、石原良純「たとえば」 - 『週刊ニュースリーダー』（テレビ朝日）
- 小川彩佳、山本恵里伽「ゴミをひとつ拾う」『NEWS23』（TBS）
- 蛍原徹「困ってる人に声をかける」 - 『アメトーーク!』（テレビ朝日）
- 有働由美子「一人の力が」 - 『news zero』（日本テレビ）
- 沢村一樹、横山裕、本田翼「集まれば」 - 『絶対零度〜未然犯罪潜入捜査〜』（フジテレビ）
- ビビる大木、福田典子、中畑清、セルジオ越後「それが大きな力となって」 - 『追跡LIVE! Sports ウォッチャー』（テレビ東京）
- 長嶋一茂、石原良純、高嶋ちさ子、高橋茂雄「成功を」 - 『ザワつく!金曜日』（テレビ朝日）
- 中山秀征、片瀬那奈「夢を」 - 『シューイチ』（日本テレビ）
- 出川哲朗「グーーっと」 - 『出川哲朗の充電させてもらえませんか?』（テレビ東京）
- 関ジャニ∞「グーっと引き寄せるだろう」 - 『関ジャニ∞クロニクル』（フジテレビ）
- 東野幸治、後藤輝基、渡部建「一緒につくろう」 - 『行列のできる法律相談所』（日本テレビ）
- 佐藤健、上白石萌音「心も街も」 - 『恋はつづくよどこまでも』（TBS）
- 坪井直樹、松尾由美子、島本真衣、新井恵理那、福田成美「史上最も美しい」 - 『グッド!モーニング』（テレビ朝日）
- 博多華丸・大吉、千鳥「オリンピックを」 - 『華丸大吉&千鳥のテッパンいただきます!』（カンテレ）
- 大江麻理子「私には」 - 『ワールドビジネスサテライト』（テレビ東京）
- 佐藤二朗「難しいことでも」 - 『超逆境クイズバトル!!99人の壁』（フジテレビ）
- 立川志らく、国山ハセン、若林有子「私たちには」 - 『グッとラック!』（TBS）
- 上田晋也、亀梨和也「できるから!」 - 『Going!Sports&News』（日本テレビ）
- 爆笑問題「一緒にやろう。」 - 『サンデージャポン』（TBS）
- バナナマン「一緒なら」 - 『YOUは何しに日本へ?』（テレビ東京）
- 川島明、サンドウィッチマン「なんだって」 - 『ウワサのお客さま』（フジテレビ）
- 佐藤隆太、劇団ひとり「きっと夢じゃない。」 - 『クイズ!あなたは小学5年生より賢いの?』（日本テレビ）
- 加藤綾子、木村拓也、風間晋「世の中だって」 - 『Live News it!』（フジテレビ）
- 松岡修造「グーっと動かせる。」 - 『報道ステーション』（テレビ朝日）
- 伊藤英明、中谷美紀「未来はきっと」 - 『病室で念仏を唱えないでください』（TBS）
- 堺正章、ホラン千秋「そう、ここから動き出す。」 - 『THEカラオケ★バトル』（テレビ東京）
- 桝太一「一緒に。」
- 弘中綾香「一緒に。」
- 安住紳一郎「一緒に。」
- 竹﨑由佳「一緒に。」
- 宮司愛海「一緒に。」
- 全員「一緒にやろう2020」